# Álex Valle
Álex Valle Gómez (Badalona, 25 de abril de 2004) es un futbolista español que juega de defensa en el Como 1907 de la Serie A de Italia.

## Trayectoria
Formado en la UDA Gramenet, C. E. Sant Gabriel y F. C. Barcelona, debutó con el filial culé el 19 de marzo de 2022 al partir como titular en una victoria por 2-1 frente a la U. E. Cornellà en la Primera Federación. El 31 de enero de 2023 se oficializó su renovación con el club hasta 2025 y su incorporación, en calidad de cedido, al F. C. Andorra. Con este equipo jugó en la Segunda División de España y en el mes de agosto acumuló otra cesión en el Levante U. D. para toda la temporada 2023-24. La siguiente fue prestado al Celtic F. C. después de haber renovado su contrato hasta 2026. Esta cesión se canceló en enero de 2025 y completó la campaña en el Como 1907, club que en junio abonó su cláusula de rescisión de seis millones de euros.

## Estadísticas

### Clubes
Actualizado al último partido disputado el 23 de mayo de 2025.
| Club                             | Div.          | Temporada     | Liga  | Liga  | Liga   | Copas nacionales | Copas nacionales | Copas nacionales | Copas internacionales | Copas internacionales | Copas internacionales | Total | Total | Total  |
| Club                             | Div.          | Temporada     | Part. | Goles | Asist. | Part.            | Goles            | Asist.           | Part.                 | Goles                 | Asist.                | Part. | Goles | Asist. |
| -------------------------------- | ------------- | ------------- | ----- | ----- | ------ | ---------------- | ---------------- | ---------------- | --------------------- | --------------------- | --------------------- | ----- | ----- | ------ |
| F. C. Barcelona Atlètic · España | 1.ª F         | 2021-22       | 3     | 0     | 0      | —                | —                | —                | ―                     | ―                     | ―                     | 3     | 0     | 0      |
| F. C. Barcelona Atlètic · España | 1.ª F         | 2022-23       | 19    | 0     | 1      | —                | —                | —                | ―                     | ―                     | ―                     | 19    | 0     | 1      |
| F. C. Barcelona Atlètic · España | Total club    | Total club    | 22    | 0     | 1      | 0                | 0                | 0                | 0                     | 0                     | 0                     | 22    | 0     | 1      |
| F. C. Andorra · Andorra          | 2.ª           | 2022-23       | 7     | 0     | 0      | —                | —                | —                | ―                     | ―                     | ―                     | 7     | 0     | 0      |
| F. C. Andorra · Andorra          | Total club    | Total club    | 7     | 0     | 0      | 0                | 0                | 0                | 0                     | 0                     | 0                     | 7     | 0     | 0      |
| Levante U. D. · España           | 2.ª           | 2023-24       | 29    | 0     | 0      | 0                | 0                | 0                | —                     | —                     | —                     | 29    | 0     | 0      |
| Levante U. D. · España           | Total club    | Total club    | 29    | 0     | 0      | 0                | 0                | 0                | 0                     | 0                     | 0                     | 29    | 0     | 0      |
| Celtic F. C. Escocia             | 1.ª           | 2024-25       | 11    | 0     | 3      | 3                | 0                | 1                | 5                     | 0                     | 1                     | 19    | 0     | 5      |
| Celtic F. C. Escocia             | Total club    | Total club    | 11    | 0     | 3      | 3                | 0                | 1                | 5                     | 0                     | 1                     | 19    | 0     | 5      |
| Como 1907 · Italia               | 1.ª           | 2024-25       | 15    | 0     | 0      | 0                | 0                | 0                | 0                     | 0                     | 0                     | 15    | 0     | 0      |
| Como 1907 · Italia               | Total club    | Total club    | 15    | 0     | 0      | 0                | 0                | 0                | 0                     | 0                     | 0                     | 15    | 0     | 0      |
| Total carrera                    | Total carrera | Total carrera | 84    | 0     | 4      | 3                | 0                | 1                | 5                     | 0                     | 1                     | 92    | 0     | 6      |

## Palmarés

### Títulos nacionales
| Título                     | Club         | País    | Año     |
| -------------------------- | ------------ | ------- | ------- |
| Copa de la Liga de Escocia | Celtic F. C. | Escocia | 2024-25 |